# Lucas Bols
Lucas Bols B.V. è una società pubblica olandese operante nel campo delle bevande alcoliche. È una tra le più antiche distillerie al mondo ancora operante. Il suo portafoglio di marchi consiste in Bols, Galliano, Distilleria Arturo Vaccari, Pisang Ambon, Gold Strike e molti tipi di Jenever e altri liquori olandesi. Produce circa 3 milioni di bottiglie l'anno, con un fatturato annuo superiore a 95 milioni di euro.